# Dmitri Riábishev
Dmitri Ivánovich Riábishev ( en ruso : Дмитрий Иванович Рябышев; 23 de febrero de 1894-18 de noviembre de 1985) fue un comandante soviético durante la Segunda Guerra Mundial, jefe del 8.º Cuerpo Motorizado en 1941.
Riábishev nació en Kolotovka , (actual Óblast de Rostov), Imperio Ruso. Tras la Revolución Rusa de 1917 fue comandante de la 42.ª y la 14.ª División de Caballería durante la guerra civil rusa .